# О’Мира, Джо
Джоа́нн Ва́лда «Джо» О’Ми́ра (англ. Joanne Valda «Jo» O'Meara; род. 29 апреля 1979, Ромфорд, Эссекс, Англия, Великобритания) — английская актриса, певица и автор песен.

## Биография
Джоанн Валда О’Мира родилась 29 апреля 1979 года в Ромфорде (графство Эссекс, Англия, Великобритания) в семье Дэвида и Барбары О’Мира. У Джо есть брат и сестра — Шейн О’Мира и Джули О’Мира.
Джо выросла в Коллье-Рау, что в Лондоне.

## Карьера
В прошлом, она участница музыкальной поп-группы «S Club». Она создала сольный сингл после распада группы в 2003 году, который прервал производство предполагаемого альбома после появления на «Celebrity Big Brother 5».

## Личная жизнь
До марта 2008 года Джо состояла в фактическом браке с неким Ли. В этих отношениях она родила своего первенца — сына Ленни (род.12.05.2008).